# Gubbio
Gubbio je italské město v provincii Perugia v oblasti Umbrie, sídlo římskokatolické diecéze.
Leží v Apeninách na svazích hory Monte Ingino v nadmořské výšce kolem 522 metrů, asi 35 kilometrů severovýchodně od Perugie. V jižní části území pramení řeka Chiascio.
V roce 2022 žilo ve městě a jeho připojených obcích 30 650 obyvatel.

## Administrativní členění
Území katastru tvoří připojené obce Belardello, Bellugello, Bellugello Biscina, Belvedere, Birello, Borgo Torre, Branca, Caibelli, Caicambiucci, Caimariotti, Camporeggiano, Canalecce, Carbonesca, Carestello, Carpiano, Casacce, Casamorcia, Casanova di Torre, Case Colle, Case Fontarcano, Case Mocaiana, Case Monteleto, Case Santa Maria Maddalena, Case Sant’Erasmo, Case Vignoli, Cima San Benedetto, Cipolleto, Colombara, Colonnata, Colpalombo, Corraduccio, Decima, Febino Casacce, Fontanelle, Fonte Cese, Fonte della Salsa, Ghigiano, Goregge, Intonacato Basso, Lastreto, Le Trosciacce, Loreto Basso, Madonna del Ponte, Mengara, Mocaiana, Molino di Camporeggiano, Montanaldo, Monteleto, Montelovesco, Monteluiano, Morena, Murcie, Nerbisci, Nogna, Padule, Padule-San Marco, Palazzaccio, Petazzano, Petroia, Pian Grande, Piccola Piaggiola, Pieve di Agnano, Pisciano, Raggioli, Ritirata, Salia, Salia Parrocchia, San Bartolomeo, San Bartolomeo di Burano, San Benedetto Vecchio, San Cristoforo Basso, San Marco, San Martino in Colle, Santa Cristina, Santa Margherita di Burano, Sant’Ubaldo, Scritto, Semonte, Semonte - Casamorcia, Semonte Castello, Serrabrunamonti, Sorbo, Spaccio Monteluiano, Spada, Stazione di Camporeggiano, Stazione di Padule, Torre Calzolari, Torre dell’Olmo, Valdichiascio, Vallingegno, Venata, Vignoli, Villamagna a Zangolo. V samotném městě bydlí kolem 17 000 obyvatel.

## Sousední obce
Cagli (PU), Cantiano (PU), Costacciaro, Fossato di Vico, Gualdo Tadino, Perugia, Pietralunga, Scheggia e Pascelupo, Sigillo, Umbertide, Valfabbrica

## Vývoj počtu obyvatel

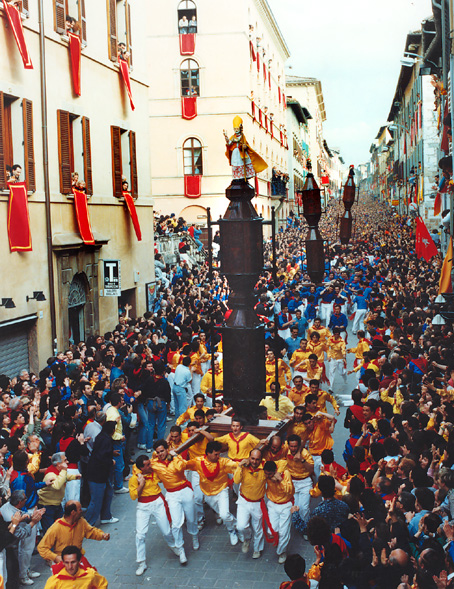
Procesí se sochou sv. Ubalda (Corsa Ceri)

Zdroj: 

## Geografie
Gubbio se nachází 40 km severovýchodně od Perugie na úpatí apeninské hory Monte Ingino.

### Paleontologie a hranice K-Pg
Lokalita je významná také z paleontologického hlediska. Místní sedimenty zahrnují i hranici mezi druhohorní křídou a paleogénem, tedy kritickou dobu před 66 miliony let, kdy došlo k celosvětovému hromadnému vymírání druhů. Právě v lomech u Gubbia objevil pozůstatky této dávné katastrofy (způsobené zřejmě dopadem planetky Chicxulub) americký geolog Walter Alvarez.

## Historie
Původními obyvateli v pravěku a starověku byli Umbrové, kteří před 3 tisíci let založili osadu Iguvium. Sedm bronzových tabulek s etruskými nápisy, psanými latinkou (tzv.Tavole eugubine) jsou nejstarším dokladwm o umbrijském písemnictví; byly nalezeny v roce 1444 a jsou vystaveny v městském muzeu. Od roku 268 př. n. l. bylo Gubbio s připojenými obcemi jako civitas foederata součástí římské říše. V roce 167 př. n. l. zde sídlil ilyrský král Genthios, který razil vlastní mince. V roce49 př. n. l. dobyl město Caesar. Z doby císařství pochází dochovaný amfiteátr, základy několika domů, hroby a na okraji v místní části Monteleto základy velkého templu. 
Od 5. století bylo město samostatným křesťanským centrem v území tzv. Byzantského koridoru. Ve středověku převládalo lidové označení města Agobbio, objevuje se například v Dantově Pekle. Od 12. do poloviny 14. století bylo město samostatné, vládl zde rod Gabrielli. Cante de Gabrielli bojoval proti Saracénům. Od roku 1384 stáli v čele města Montefeltrové, které vystřídala rodina Della Rovere. Jejím prostřednictvím se město roku 1631 stalo součástí Papežského státu a bylo jím až do osamostatnění Itálie v roce 1860. 
Za druhé světové války bylo Gubbio sídlem wehrmachtu. 22. června 1944 došlo na náměstí k masakru, při němž bylo zabito 40 partyzánů a obyvatel města. K přeživším partyzánům patřila zdejší šlechtična Walkiria Terradura (1924-2023).

## Kultura a umění
- V období renesance město proslavila fajáns (či majolika). Ke slavným malířům této keramiky patřil mistr Giorgio Andreoli.
- Vlk z Gubbia je znám z legendární epizody o životě sv. Františka z Assisi, který šelmu ze zdejší jeskyně nad městem zkrotil.[4] Nad jeskyní, v níž byl vlk pohřben, postavili Gubbiané chrám sv. Františka.
- Maďarský spisovatel Antal Szerb do města situoval část svého románu Cesta za měsíčního svitu z roku 1937.
- Francouzská spisovatelka Danièle Sallenaveová napsala román Brány Gubbia (Les portes de Gubbio), vydaný roku 1980. Město sužované vlkem je v něm příměrem komunistické diktatury v Československu.

## Památky
Historickým centrem města je náměstí Piazza Grande, na kterém stojí gotická katedrála, paláce převorů, Montefeltrů a radnice, v okolí také další patricijské paláce, ruiny amfiteátru a zbytky městských hradeb se dvěma gotickými branami a věžemi (Porta Romana a Porta Vittoria). Architektura a urbanismus starého města jsou dílem městského architekta Mattea di Giovannello, zvaného Gattaponte, a Alberta z Orvieta. Od počátku 16. století zůstává centrum bez větších změn.  
- Dóm sv. Mariana a Jakuba, prvomučedníků z Numidie - biskupská katedrála s fasádou z počátku 13. století, dokončená roku 1332; biskupská kaple s bohatou dekorací ze 17. století
- Kostel sv. Františka, gotická halová stavba z let 1256–1291, s osmibokou věží ze 14. století, cíl poutníků nad jeskyní, v níž údajně žil legendární "vlk z Gubbia";  cyklus fresek ze života Panny Marie z let 1410-1415, 2 renesanční oltáře.
- Bazilika sv. Ubalda - poutní chrám ze 13. století, nad městem v 827 m n. m.
- Antický amfiteátr, ruiny z 1. století př. n. l.
- Palazzo dei Consoli, palác převorů; dominanta starého města na náměstí Piazza Grande, goticko-renesanční stavba architekta Gattaponte z roku 1332; nyní muzeum
- Palazzo Pretorio, nyní radnice
- Palazzo del Capitano del Popolo - dal si roku 1295 postavit Cante de Gabrielli ve stylu umbrijské gotiky
- Pallazzo ducale, renesanční stavba proti dómu, dal ji roku 1470 postavit Federico da Montefeltro, interiéry s freskami a marketériemi, sály slouží městskému úřadu jako výstavní síň, muzeum a k dalším kulturním akcím.
- Palazzo Montefeltri - narodil se zde kondotiér Federico da Montefeltro
- Kašna bláznů :Fontana dei Pazzi.

## Slavnosti
- Svátek sv. Ubalda (Sant’Ubaldo Baldassini), patrona města; slaví se od středověku, nyní o víkendu připadajícím nejblíže k 16. květnu. Pouť je spojena s odpoledním procesím a večerním průvodem se svíčkami Corsa dei ceri. V čele procesí je na nosítkách nesen pětimetrový sloup vážící 400 kg, na něm socha sv. Ubalda a za ní v průvodu jdou příslušníci různých bratrstev a spolků v historických kostýmech a se svícemi v rukou.[5]; s trhem, kulturními a sportovními akcemi.
- Vánoční slavnost: na svahu nad Gubbiem se ve čtvrtém týdnu adventu rozsvěcí žárovky ve tvaru vánočního stromku vysokého 750 metrů.[6]

## Galerie

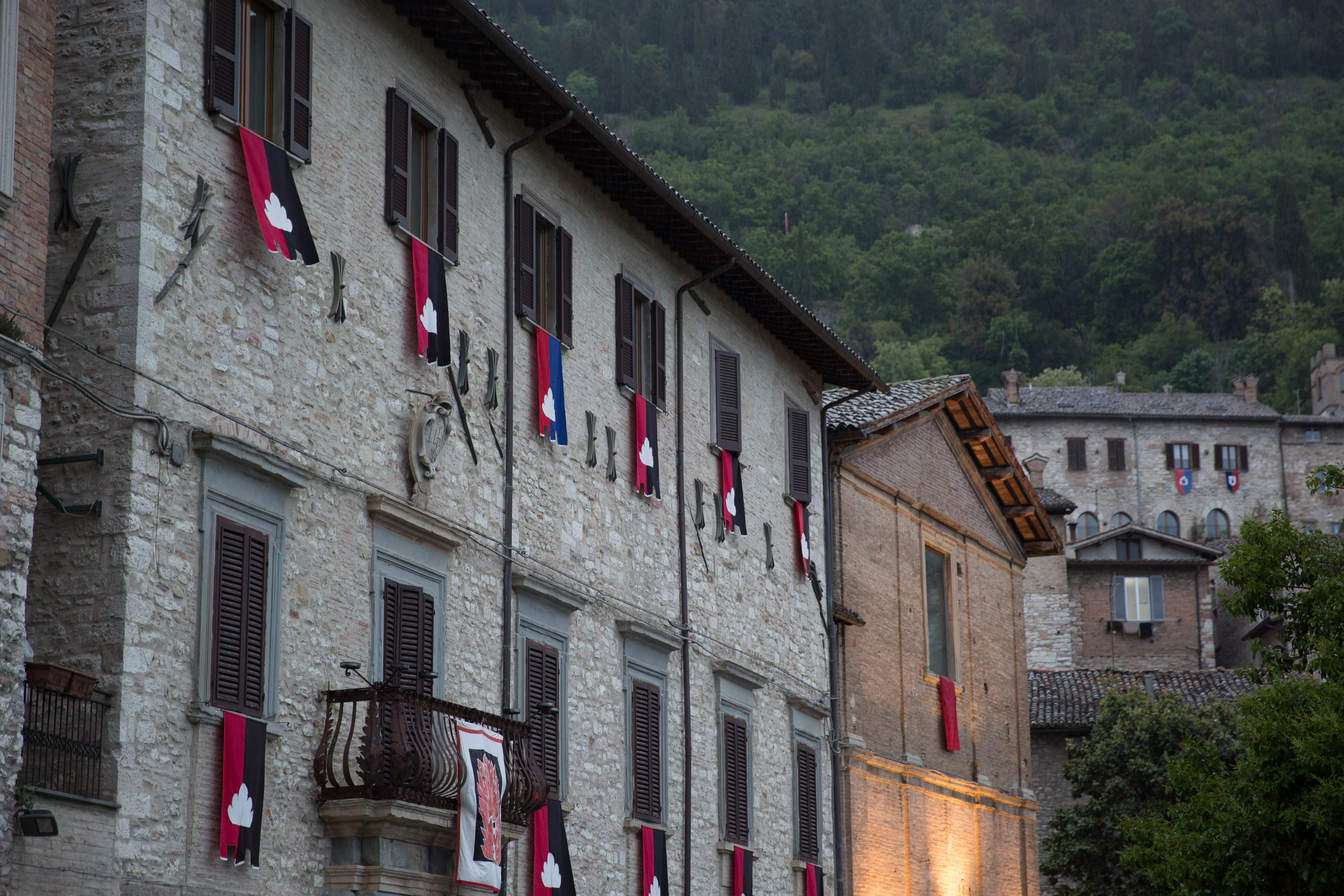
Piazza 40 Martiri
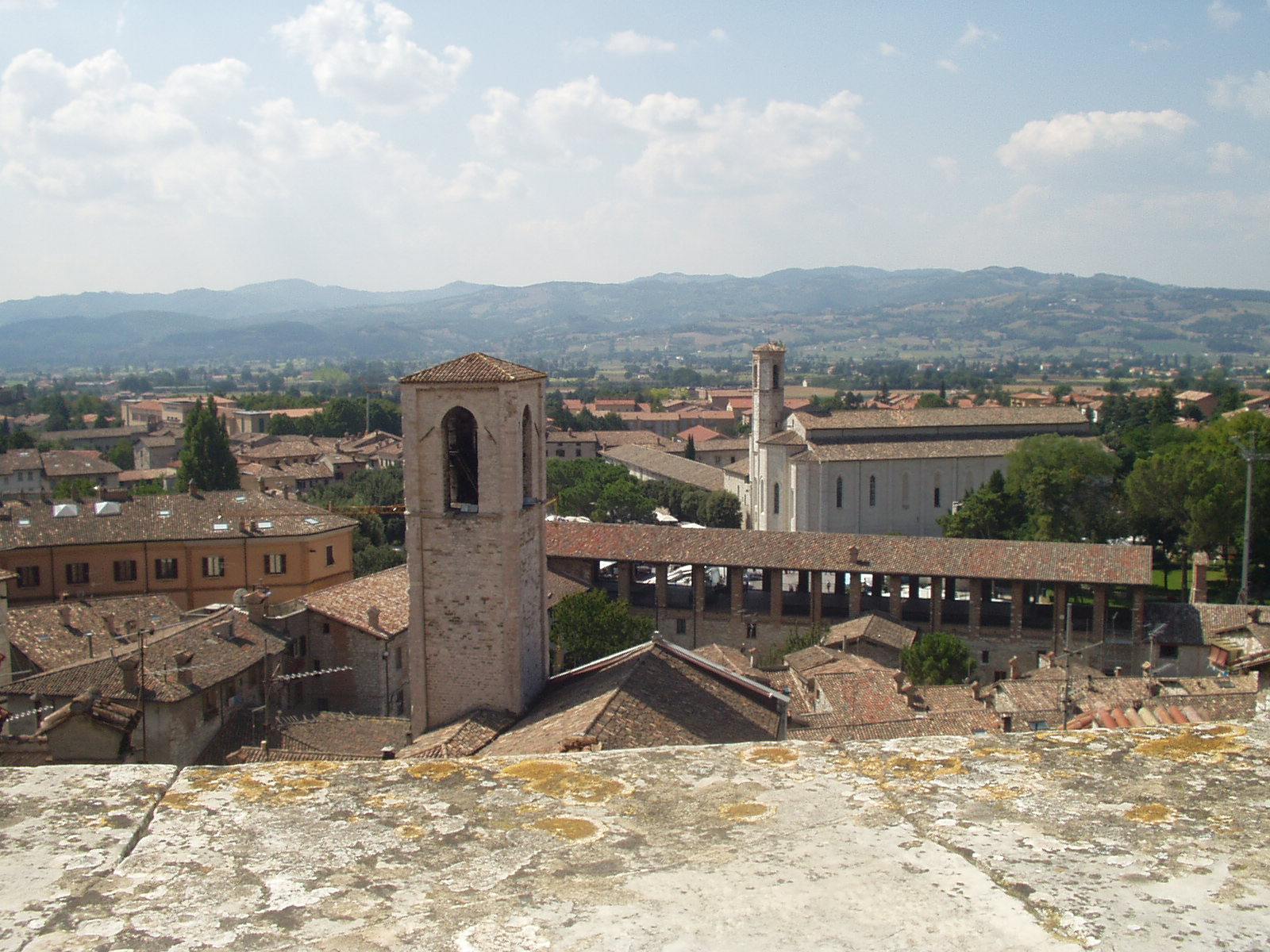
Panorama s kostely
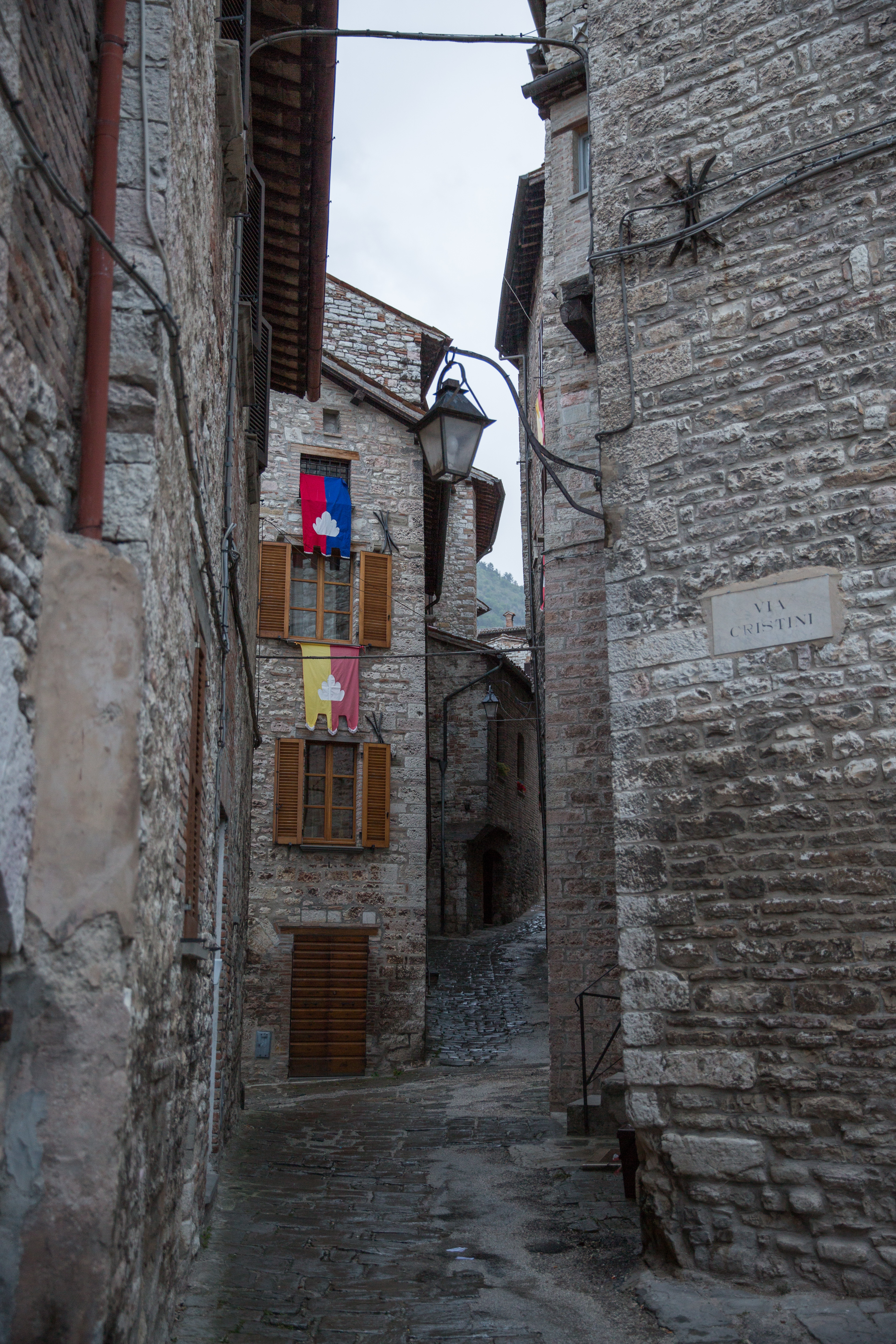
Staré město
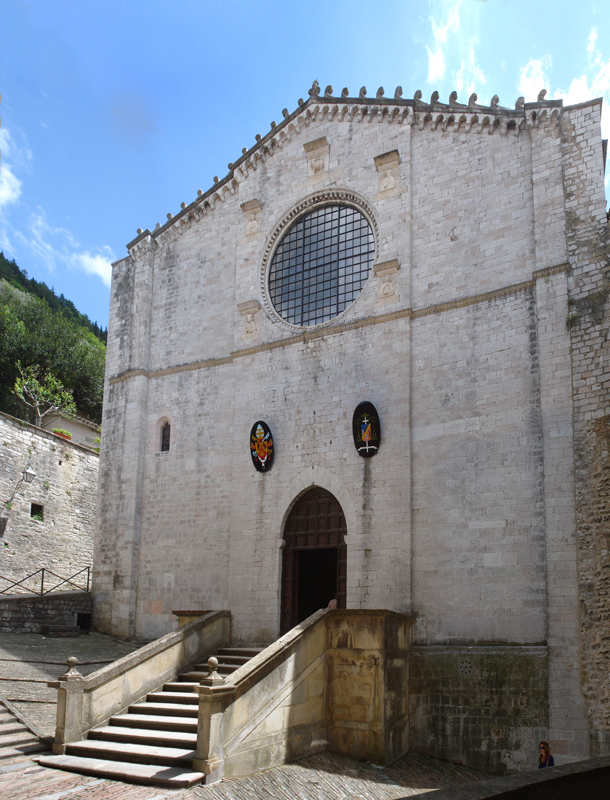
Dóm
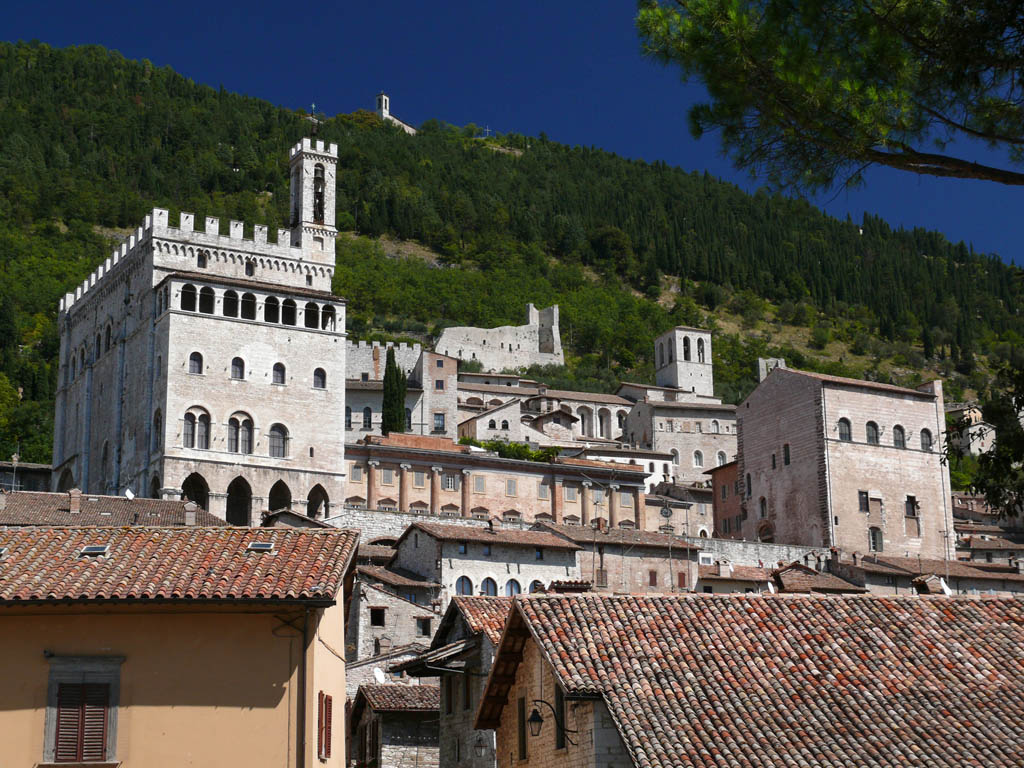
Náměstí s paláci a kostelem
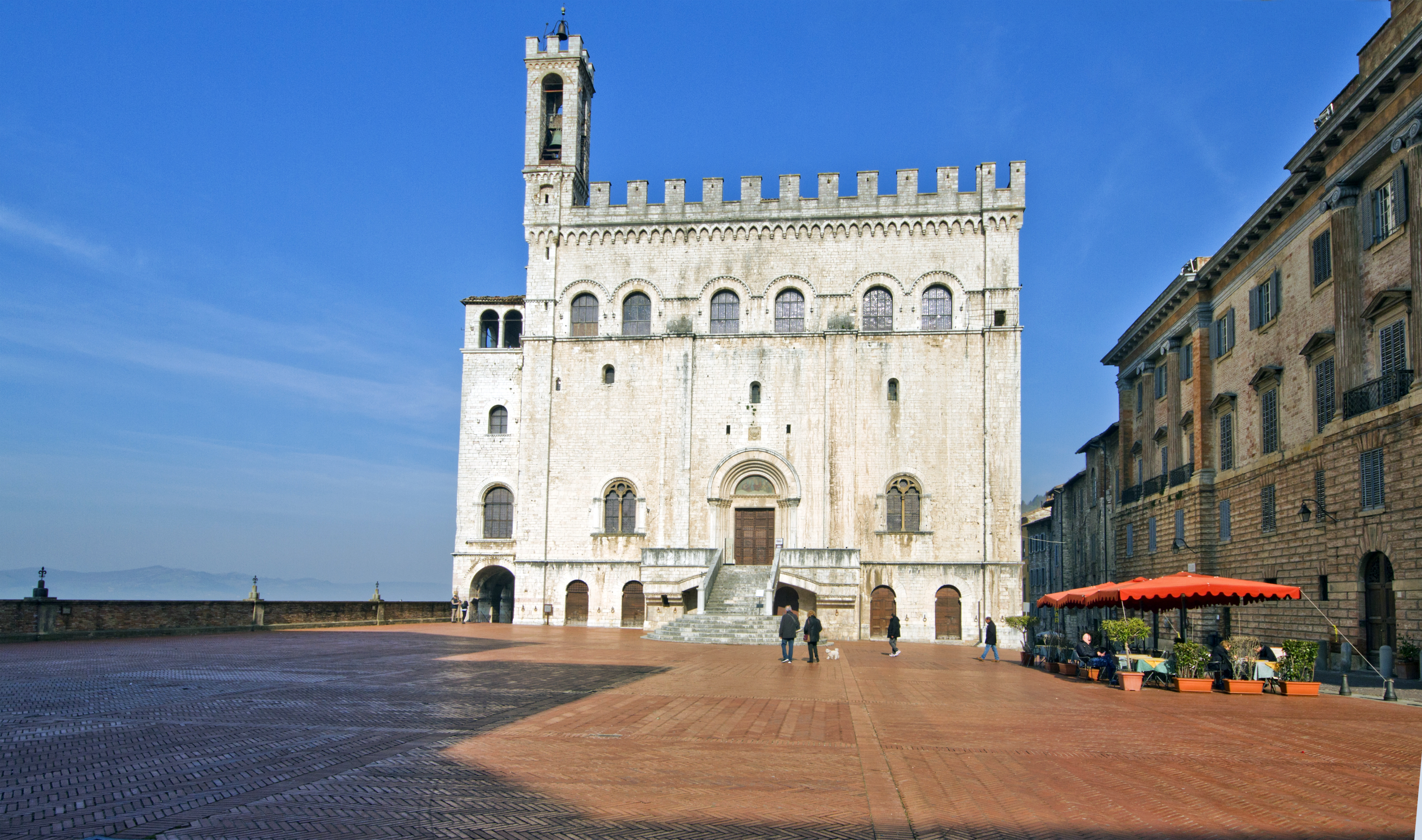
Palazzo dei Consoli
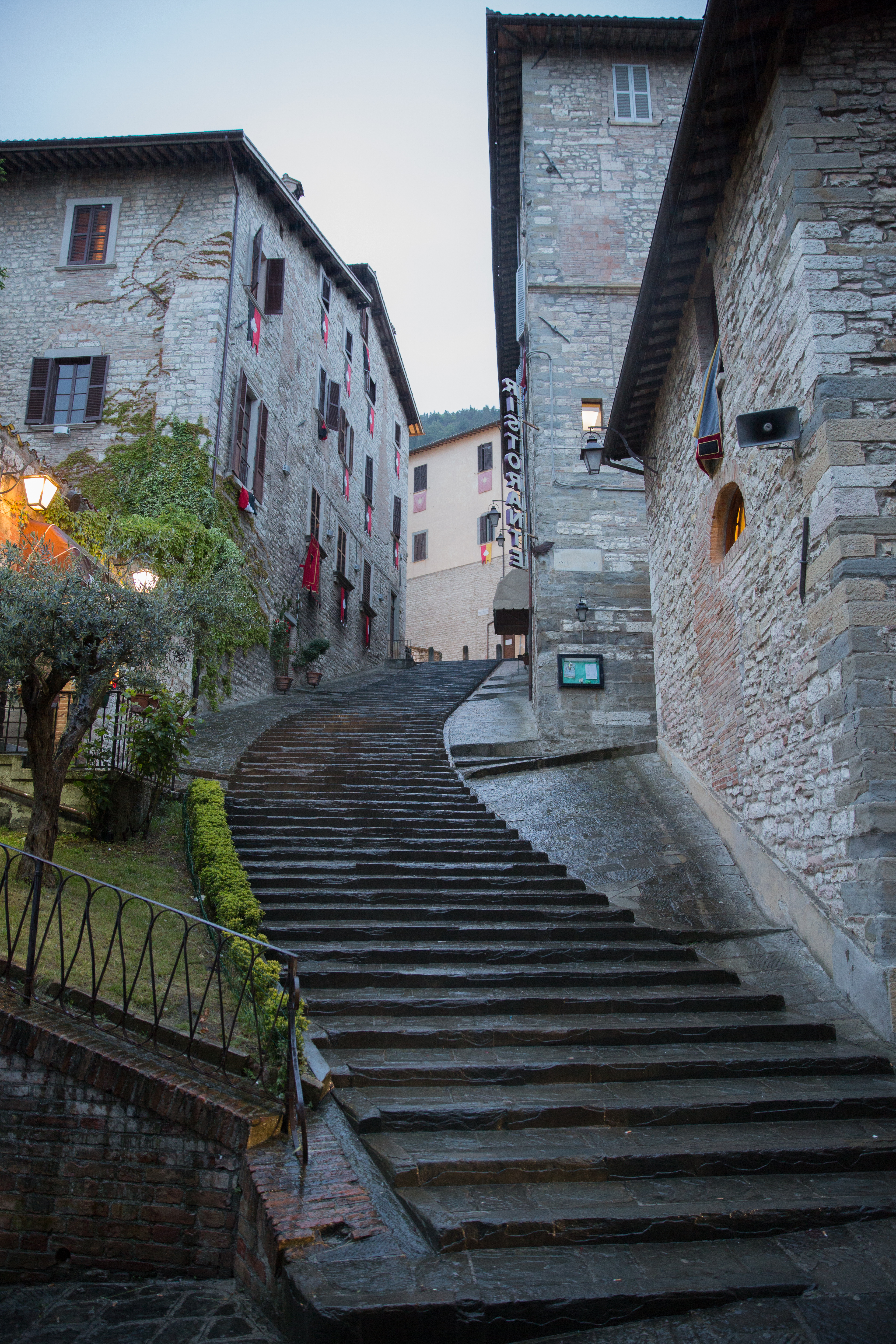
Schodiště k paláci
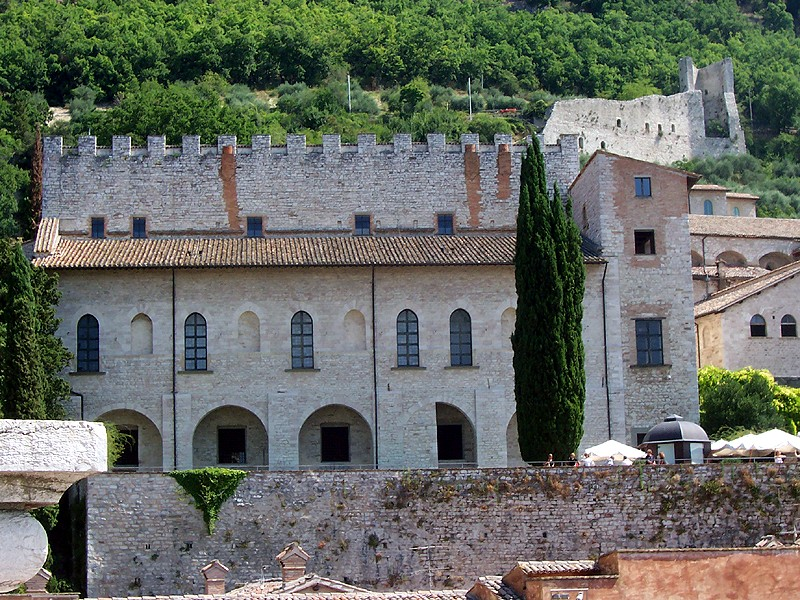
Palazzo ducale
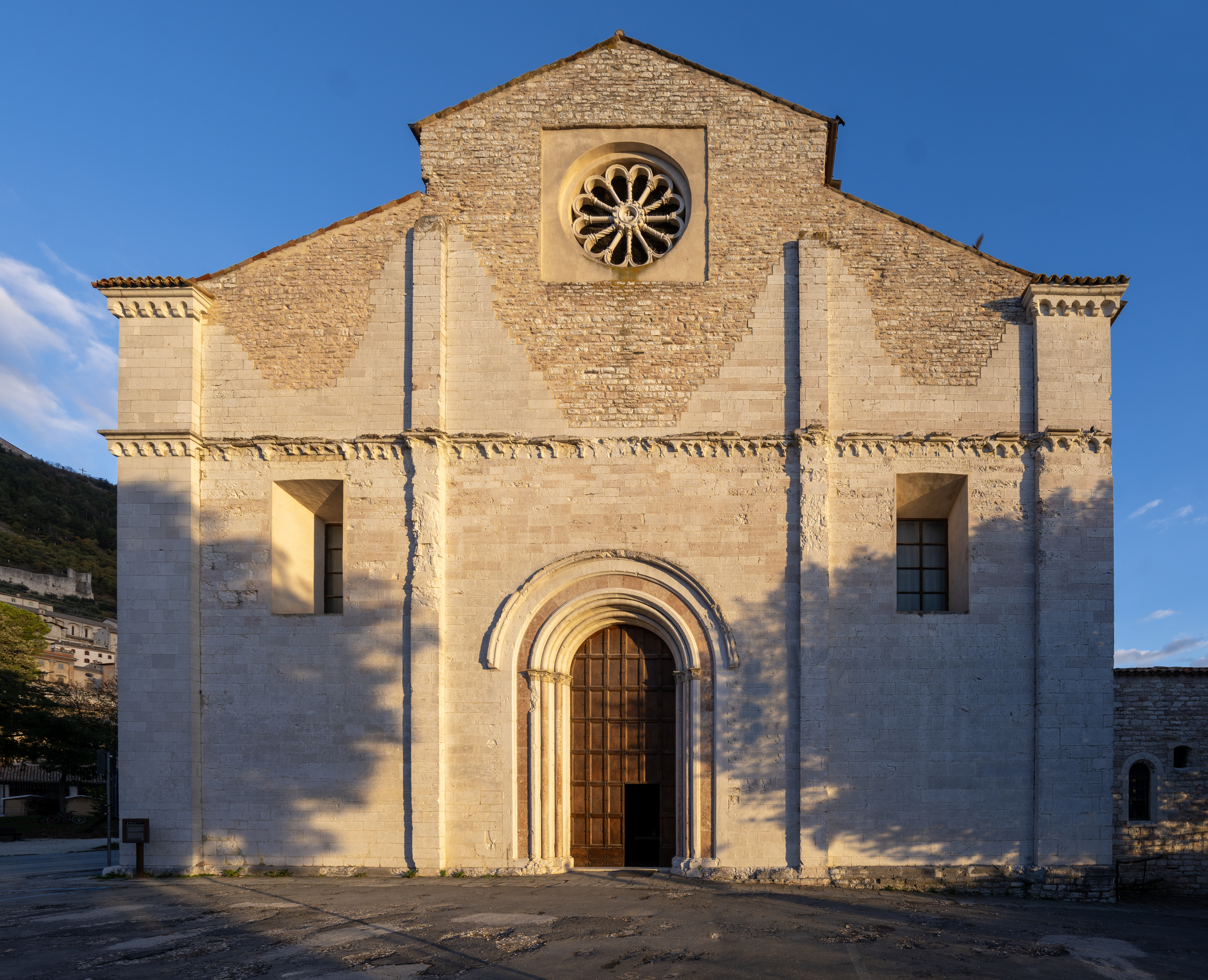
Kostel sv. Františka
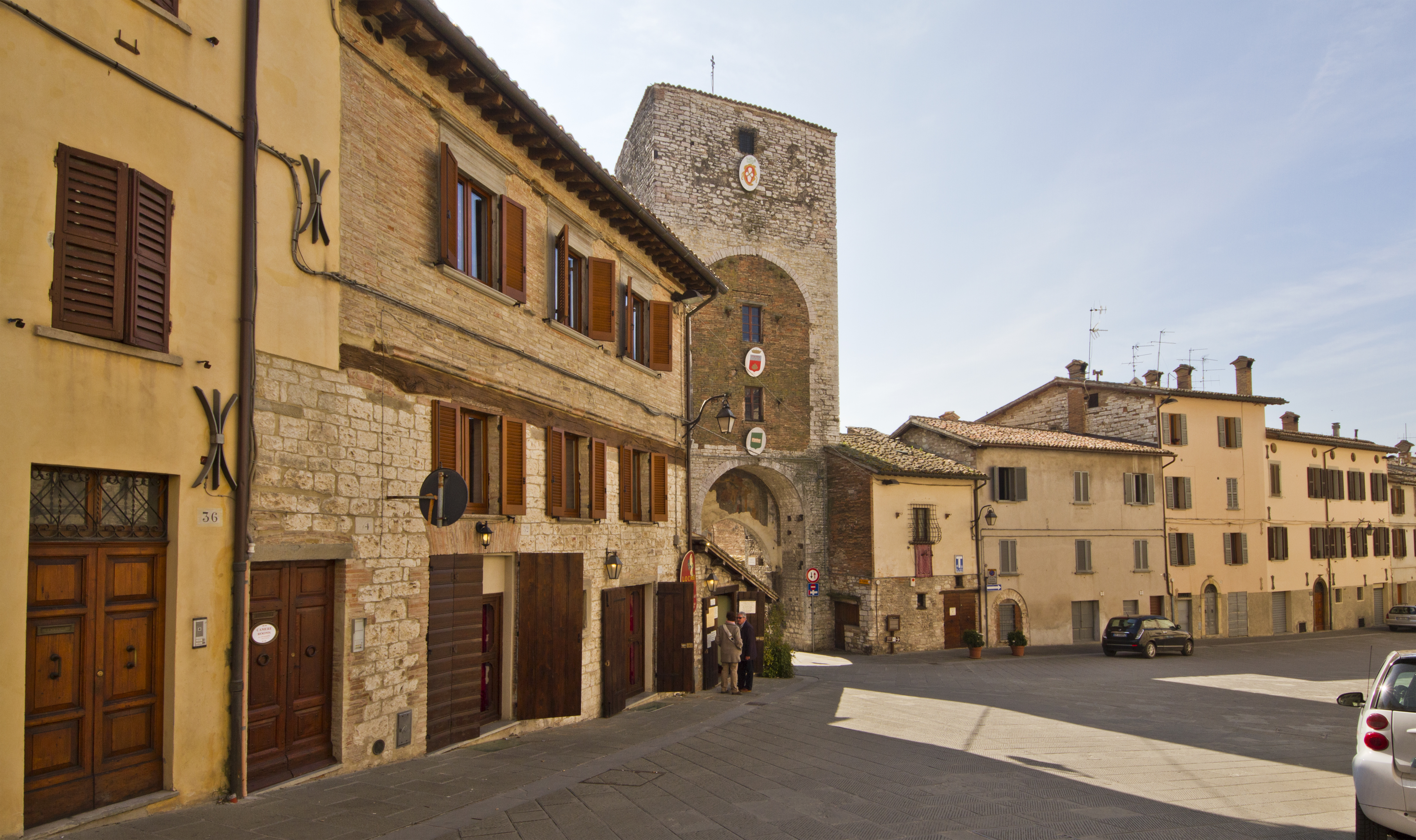
Via Dante Alighieri
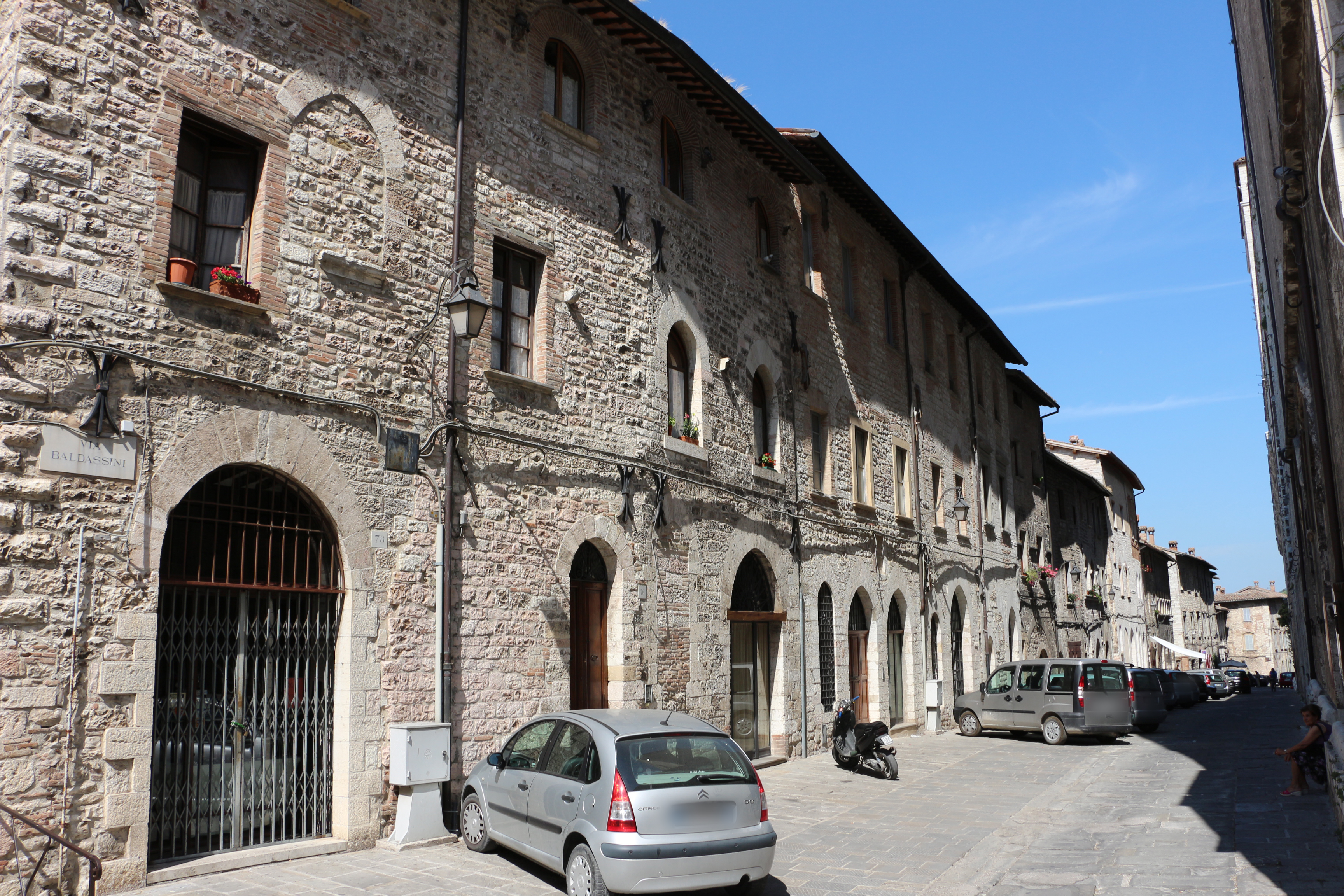
Via Baldassini
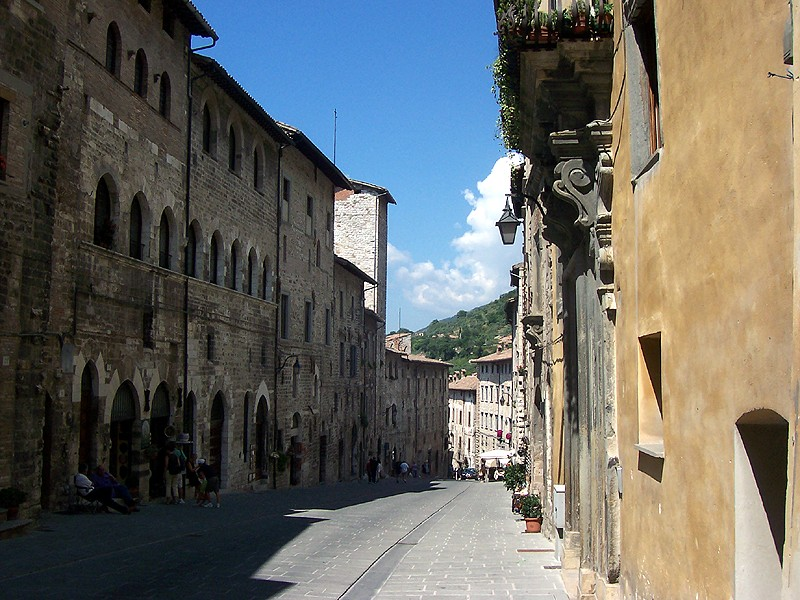
Via dei Consoli
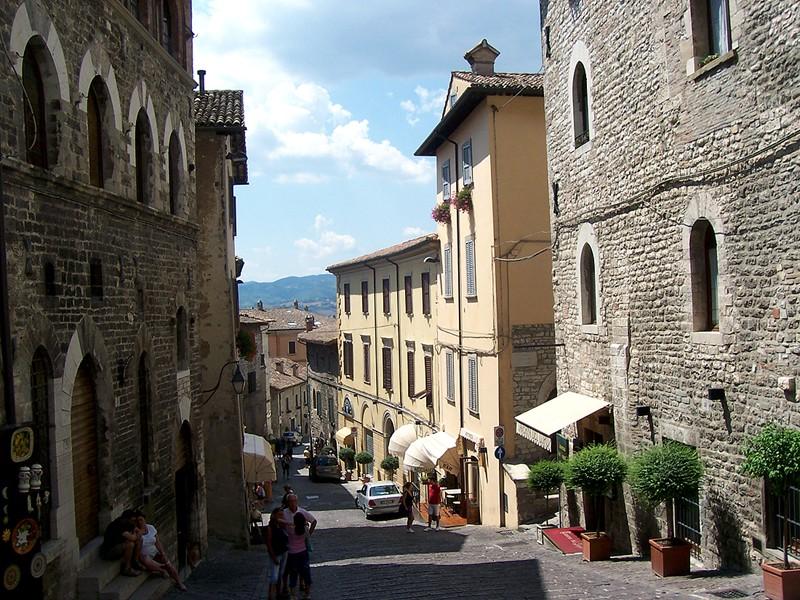
Via Repubblica
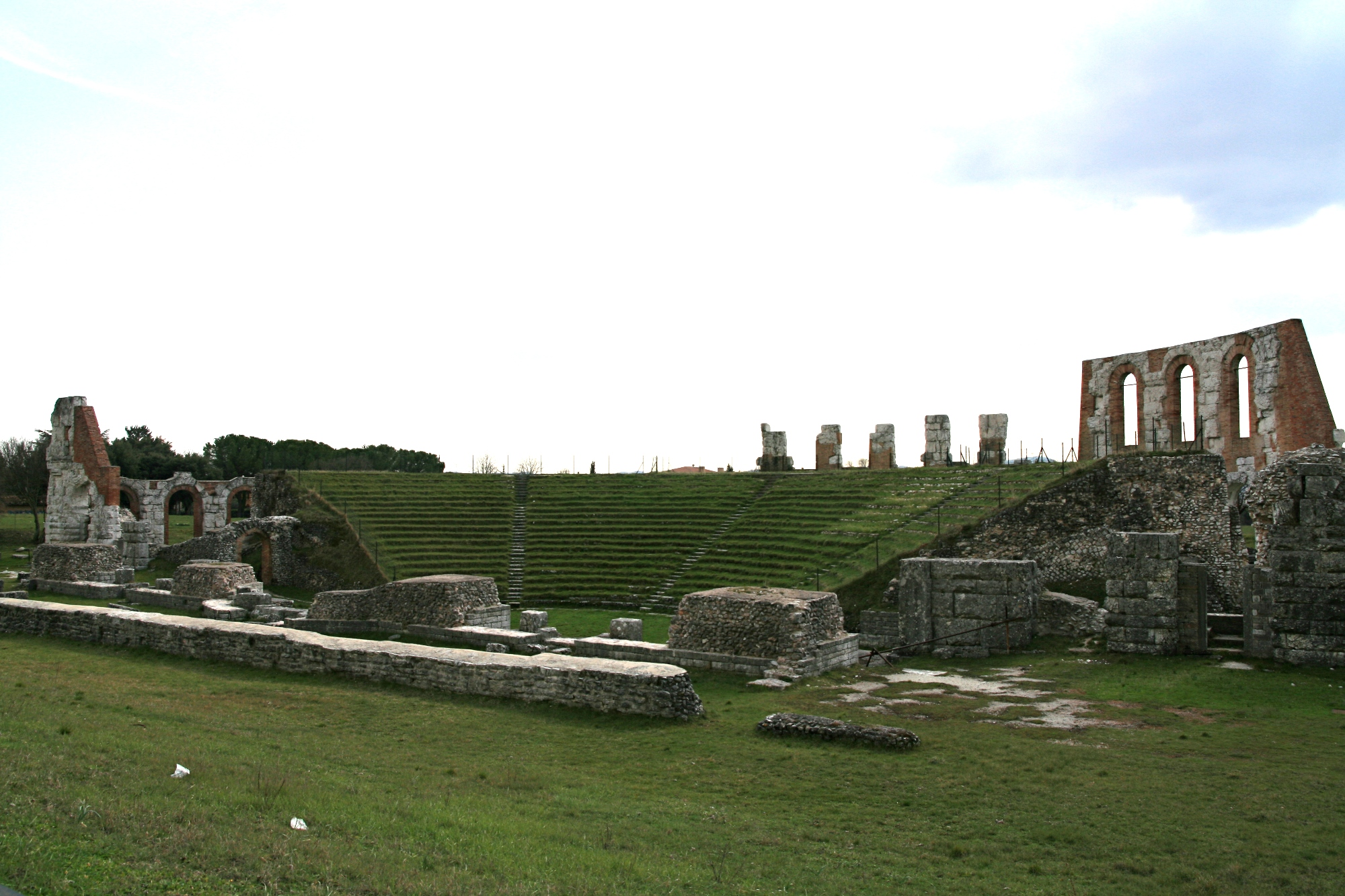
Amfiteátr